# Panorpidae
Panorpidae Linnaeus, 1758, è una famiglia di Insetti dell'ordine dei Mecotteri.

## Tassonomia
La famiglia comprende i seguenti generi:
- Aulops Enderlein, 1910
- Cerapanorpa Gao, Ma & Hua, 2016 (22 specie)
- Dicerapanorpa Zhong & Hua, 2013 (8 specie)
- Furcatopanorpa Ma & Hua, 2011 (1 specie)
- Leptopanorpa MacLachlan, 1875  (12 specie)
- Neopanorpa Weele, 1909 (circa 170 specie)
- Panorpa Linnaeus, 1758 (circa 260 specie)
- Sinopanorpa Cai & Hua in Cai, Huang & Hua, 2008 (3 specie)
- †  Jurassipanorpa Linnaeus, 1758 (2 specie)